# 그래도 세계는 아름다워
그래도 세계는 아름다워(일본어: それでも世界は美しい)는 시니아 다이가 쓴 일본의 만화이다. 하쿠센샤의 소녀만화 잡지 "하나토유메"에 2012년부터 연재중이다. "그래도 세계는 아름다워"는 원래 동명의 잡지에 2009년에 4컷 만화로서 출판되었고, 두번째 네컷 만화로는 2011년에 출판되었다. 2014년 2월 기준으로 단행본은 6권이 발행되어있다. Pierrot 사가 제작한 동명의 텔레비전 애니메이션은 2014년 4월 6일부터 6월 29일까지 닛폰 TV에서 방영했다. 또한, 대한민국에서는 애니플러스에서 2014년 4월부터 7월까지 동시 방영을 했다.